# Szymon Niemiec (aktywista)
Szymon Niemiec (ur. 5 października 1977 w Warszawie) – polski biskup Wolnego Kościoła Reformowanego w Polsce, działacz społeczności LGBT, wieloletni współorganizator Parady Równości, z wykształcenia psycholog. Pracował jako psychoterapeuta, coach, wykładowca i doradca zawodowy.

## Życiorys
Jest synem Joanny Mirkowskiej i Krzysztofa Tomasza Niemca. Absolwent studiów magisterskich na Wydziale Psychologii  SWPS Uniwersytetu Humanistystycznospołecznego, oraz studiów licencjackich na Wydziale Politologii i Nauk Społecznych Wyższej Szkoły Komunikowania i Mediów Społecznych w Warszawie. Ma uprawnienia instruktora teatralnego, instruktora modelingu i fotomodelingu. Od lat 90. zajmuje się fotografią. W latach 1987–2000 był członkiem kabaretu „Szczęśliwa Trzynastka”. W jego dorobku artystycznym są role w charakterze drag queen, pod pseudonimem Mata Sapi.
Od 2007 do 2011 prowadził działalność gospodarczą w zakresie organizacji imprez, sesji fotograficznych i projektów wydawniczych. Od 2013 do 2017 pracował jako coach i szkoleniowiec. Od 2017 do 2021 pracował w SWPS Uniwersytecie Humanistycznospołecznym. Od 2020 pracuje jako psycholog i psychoterapeuta, między innymi w poradni zdrowia psychicznego KetamineClinic, oraz we własnym gabinecie.

## Działacz społeczny i polityczny
Działacz społeczności LGBT, pomysłodawca i wieloletni współorganizator Parad Równości w Warszawie. W latach 2001–2005 był prezesem zarządu Międzynarodowego Stowarzyszenia Gejów i Lesbijek na rzecz Kultury w Polsce. W latach 2002–2005 pełnił funkcję rzecznika prasowego Antyklerykalnej Partii Postępu „Racja”. Członek i sygnatariusz Unii Lewicy, zasiadał w jej radzie wojewódzkiej na Mazowszu. Od 6 maja 2005 do 22 maja 2018 był wiceprzewodniczącym tej partii (od 2015 działającej pod nazwą Wolność i Równość). W maju 2018 zrezygnował z członkostwa w ugrupowaniu.
Od 2008 członek National Lesbian and Gay Journalists Association i prezes zarządu fundacji „Przyjaciele Szymona”. Od 2017 członek Polskiego Towarzystwa Psychologicznego. Od 2021 członek Polskiego Towarzystwa Psychiatrycznego, Amerykańskiego Towarzystwa Psychologicznego i Kanadyjskiego Stowarzyszenia Studiów Seksuologicznych. W styczniu 2024 roku został wybrany na członka zarządu Warszawskiego Oddziału Terenowego Polskiego Towarzystwa Psychologicznego. Po trzech miesiącach złożył rezygnację.

## Duchowny
1 stycznia 2006 został, w drodze głosowania wiernych, diakonem Wolnego Kościoła Reformowanego w Polsce. W 2009 otrzymał święcenia prezbiteratu od biskupa Paula Davida C. Stronga z Christian United Church. Po zmianach organizacyjnych w listopadzie 2008 jego grupa przyjęła nazwę Zjednoczony Ekumeniczny Kościół Katolicki. W lutym 2019 Kościół ogłosił swoją likwidację. Była to niewielka niezarejestrowana chrześcijańska grupa wyznaniowa, nieuznawana przez Światową Radę Kościołów i Polską Radę Ekumeniczną, znana między innymi z udzielania błogosławieństwa parom gejowskim i lesbijskim. Według danych GUS liczba członków zawierała się w przedziale od 1 do 100 osób. Według szacunków Tomasza Terlikowskiego grupa ta liczyła kilkanaście osób.
Od 9 listopada 2008 do 18 kwietnia 2010 starszy pastor i członek Prezbiterium Generalnego Wolnego Kościoła Reformowanego. 18 kwietnia 2010 w Seattle, podczas I Dorocznej Konferencji Zjednoczonego Kościoła Chrześcijańskiego w Stanach Zjednoczonych Ameryki, został ordynowany przez biskupa Davida Stronga na pastora i wyznaczony na dziekana misji Zjednoczonego Kościoła Chrześcijańskiego w Europie. 21 kwietnia 2012 w Warszawie na konferencji generalnej Zjednoczonego Kościoła Chrześcijańskiego jednogłośnie w tajnym głosowaniu wybrany biskupem tego kościoła.
25 sierpnia 2012 w Portsmouth został konsekrowany na biskupa przez arcybiskupa metropolitę Zjednoczonego Ekumenicznego Kościoła Katolickiego Terry’ego Flynna. Jako swoje zawołanie przyjął sentencję łac. Plenitudo legis amor est (w wersji polskiej: „Miłość jest doskonałym wypełnieniem prawa”). Od lutego 2019 pozostaje kapłanem bez jurysdykcji. Od grudnia 2015 na kanale na portalu Youtube zamieszczane są transmisje nabożeństw odprawianych przez Szymona Niemca.
8 czerwca 2019 przed Paradą Równości w Warszawie, w Miasteczku Równości (miejscu spotkań uczestników parady), odprawił nabożeństwo ekumeniczne, co spotkało się z krytyką polityków. Episkopat wydał oświadczenie, w którym stwierdzono, że „wydarzenia te mają znamiona bluźnierstwa”. Rzecznik Konferencji Episkopatu Polski ks. Paweł Rytel-Andrianik nazwał nabożeństwo parodią obrzędów religijnych.

## Działalność pisarska
Od 1999 do 2001 pracował jako archiwista w wydawnictwie pornograficznym. W 2007 opublikował polskie wydanie swojej autobiografii, pod tytułem Tęczowy koliber na tyłku. W 2009 ukazały się dwie kolejne publikacje jego autorstwa: Qchnia Queer (książka kucharska) i Soli Deo Gloria (książka do nabożeństwa Wolnego Kościoła Reformowanego). W 2023 roku opublikował artykuł naukowy Polska Adaptacja Kwestionariusza Identyfikacji i Dysforii Płciowej u Młodzieży i Dorosłych opisujący pierwsze polskie narzędzie do psychologicznego i seksuologicznego badania dysforii płciowej zarówno u osób nieletnich, jak i dorosłych.